# Louise Hansson
Louise Maria Hansson (Salem, 24 novembre 1996) è una nuotatrice svedese.
È sorella di Sophie Hansson, anche lei nuotatrice di livello internazionale.

## Biografia
È sorella maggiore della nuotatrice Sophie Hansson.
A livello giovanile Hansson diventa campionessa europea nei 50 m farfalla a Belgrado 2011, oltre a vincere un argento nei 50 m stile libero, e conferma il titolo europeo di categoria ai successivi campionati di Belgrado 2012. Nel 2012 comincia a disputare le sue prime importanti competizioni senior: agli Europei di Debrecen 2012 vince l'argento nella staffetta 4 × 100 m stile libero, manca la qualificazione alla finale dei 50 m farfalla classificandosi nona durante la semifinale, mentre non riesce a superare le batterie dei 100 m farfalla e dei 50 m stile libero; partecipa anche ai Mondiali in vasca corta di Istanbul 2012 dove ottiene come miglior risultato l'ottavo posto nella finale dei 100 m stile libero.
Nel 2014 guadagna la medaglia d'oro nella staffetta 4 × 100 m stile libero agli Europei di Berlino, oltre a due argenti conquistati nelle staffette 4 × 200 m stile libero e 4 × 100 m misti. La staffetta 4 × 100 m misti le frutta anche la medaglia d'argento ai Mondiali di Kazan' 2015. Prende parte alle Olimpiadi di Rio de Janeiro 2016 ottenendo due quinti posti nelle staffette 4 × 100 mstile libero e 4 × 200 m stile libero, il nono posto nella staffetta 4 × 100 m misti, e da individualista gareggia nei 100 m farfalla (32º posto) e nei 200 m misti (29º posto). Dopo alcuni anni poveri di successi torna ad altissimi livelli tra il 2021 e il 2024, anni in cui ottiene vari successi a livello europeo e mondiale, specialmente nelle competizioni in vasca da 25 metri.

## Palmarès
- Mondiali

Kazan' 2015: argento nella 4 × 100 m misti.
Doha 2024: argento nella 4 × 100 m misti e bronzo nei 100 m farfalla.
- Mondiali in vasca corta

Abu Dhabi 2021: oro nei 100 m dorso, nella 4 × 50 m misti e nella 4 × 100 m misti, argento nei 100 m farfalla e nella 4 × 50 m sl, bronzo nei 50 mdorso e nella 4 × 100 m sl.
Melbourne 2022: bronzo nei 100 m farfalla, nei 100 m misti e nella 4 × 50 m misti.
- Europei

Debrecen 2012: argento nella 4 × 100 m sl.
Berlino 2014: oro nella 4 × 100 m sl, argento nella 4 × 200 m sl e nella 4 × 100 m misti.
Londra 2016: bronzo nella 4 × 100 m sl.
Budapest 2020: bronzo nei 100 m farfalla.
Roma 2022: oro nei 100 m farfalla e nella 4 × 100 m misti, argento nella 4 × 100 m sl e bronzo nella 4 × 100 m sl mista.
- Europei in vasca corta

Herning 2013: argento nella 4 × 50 m sl e nella 4 × 50 m misti.
Netanya 2015: argento nella 4 × 50 m misti e bronzo nei 200 m misti.
Copenaghen 2017: argento nella 4 × 50 m sl.
Otopeni 2023: oro nei 100 m farfalla, nella 4 × 50 m sl e nella 4 × 50 m misti, argento nei 50 m dorso, bronzo nei 100 m misti.
- Europei giovanili

Belgrado 2011: oro nei 50 m farfalla e argento nei 50 m sl.
Anversa 2012: oro nei 50 m farfalla.

## International Swimming League
| Stagione 2020  | Stagione 2021  |
| -------------- | -------------- |
| Toronto Titans | Toronto Titans |